# Eleccions municipals de València de 1903
Les eleccions municipals de València de 1903 van ser unes eleccions municipals de València dins del marc de les eleccions municipals espanyoles de 1903, organitzades pel govern de Raimundo Fernández Villaverde i celebrades el 8 de novembre de 1903.
A València, les eleccions es van fer durant l'alcaldia del conservador José Montesinos Checa. Amb acusacions de frau electoral a favor dels conservadors al districte centre, que més tard es demostrà que havia guanyat els blasquistes, els comicis es resolgueren amb una victòria aclaparadora dels blasquistes. L'enemistat d'aquests amb els Sorianistes provocarà enfrontaments amb morts.

## Resultats
| Districte                 | Candidats                    | Electe | Partit | Vots  |
| ------------------------- | ---------------------------- | ------ | ------ | ----- |
| CENTRE (4 regidors)       | Francisco Galán Sanclemente  | Sí     | UR     | 1.248 |
| CENTRE (4 regidors)       | Matías López Miquel          | Sí     | UR     | 1.239 |
| CENTRE (4 regidors)       | José Aguilar y Blanch        | Sí     | UR     | 1.234 |
| CENTRE (4 regidors)       | Felipe Dómine Sanz           | Sí     | PC     | 479   |
| CENTRE (4 regidors)       | José María Gadea Orozco      | No     | PC     | 435   |
| CENTRE (4 regidors)       | Vicente Roig e Ibáñez        | No     | PC     | 498   |
| CENTRE (4 regidors)       | Miguel Torres Orero          | No     | SOR    | 507   |
| CENTRE (4 regidors)       | Domingo Fabregat Guarch      | No     | PRDF   | 481   |
| CENTRE (4 regidors)       | José Cano Pacheco            | No     | Ind    | 504   |
| CENTRE (4 regidors)       |                              |        | 6.625  |       |
| AUDIÈNCIA (2 regidors)    | José Luis Martí Mengod       | Sí     | CT     | 1.067 |
| AUDIÈNCIA (2 regidors)    | Manuel Cuber Sagols          | Sí     | UR     | 635   |
| AUDIÈNCIA (2 regidors)    | Cándido Herrero Gramaje      | No     | SOR    | 529   |
| AUDIÈNCIA (2 regidors)    |                              |        | 2.231  |       |
| UNIVERSITAT (2 regidors)  | Clemente Hernández Blasco    | Sí     | CT     | 648   |
| UNIVERSITAT (2 regidors)  | Enrique Vicente Sancho       | Sí     | UR     | 586   |
| UNIVERSITAT (2 regidors)  | José Maestre Laborde-Boix    | No     | PC     | 416   |
| UNIVERSITAT (2 regidors)  | Juan Bautista Algarra Llacer | No     | SOR    | 369   |
| UNIVERSITAT (2 regidors)  |                              |        | 2.019  |       |
| TEATRE (2 regidors)       | Rafael Mollá Rodrigo         | Sí     | UR     | 980   |
| TEATRE (2 regidors)       | José Sanchis Bergón          | Sí     | PL-C   | 611   |
| TEATRE (2 regidors)       | Saturnino Milego Inglada     | No     | SOR    | 580   |
| TEATRE (2 regidors)       |                              |        | 2.171  |       |
| HOSPITAL (3 regidors)     | Guillermo Julián Mira        | Sí     | UR     | 1.115 |
| HOSPITAL (3 regidors)     | Vicente Gil Roca             | Sí     | UR     | 1.114 |
| HOSPITAL (3 regidors)     | José Puig Boronat            | Sí     | PL     | 833   |
| HOSPITAL (3 regidors)     | Gaspar Montoliu Dolz         | No     | PC     | 822   |
| HOSPITAL (3 regidors)     | Anselmo Arenas López         | No     | SOR    | 658   |
| HOSPITAL (3 regidors)     | José Pascual Satorres        | No     | SOR    | 642   |
| HOSPITAL (3 regidors)     |                              |        | 5.184  |       |
| MISERICÒRDIA (3 regidors) | Vicente Jiménez Taberner     | Sí     | UR     | 960   |
| MISERICÒRDIA (3 regidors) | Joaquín García Rives         | Sí     | UR     | 952   |
| MISERICÒRDIA (3 regidors) | Miguel Polo                  | Sí     | PC     | 543   |
| MISERICÒRDIA (3 regidors) | J. F. Rodríguez de la Encina | No     | PRDF   | 657   |
| MISERICÒRDIA (3 regidors) | Casimiro Heras Molina        | No     | SOR    | 646   |
| MISERICÒRDIA (3 regidors) | Antonio Enríquez Navarro     | No     | PL     | 525   |
| MISERICÒRDIA (3 regidors) |                              |        | 4.283  |       |
| MUSEU (2 regidors)        | José Suay Bonora             | Sí     | UR     | 907   |
| MUSEU (2 regidors)        | Mariano Guillot Carbonell    | Sí     | SOR    | 867   |
| MUSEU (2 regidors)        | Fernando Gómez Miranda       | No     | LC     | 788   |
| MUSEU (2 regidors)        |                              |        | 2.562  |       |
| RUSSAFA (2 regidors)      | Ramón Miralles Rodríguez     | Sí     | UR     | 1.514 |
| RUSSAFA (2 regidors)      | Gregorio Lluch Gallent       | Sí     | LC     | 1.314 |
| RUSSAFA (2 regidors)      | Vicente Aleixandre Ortiz     | No     | SOR    | 488   |
| RUSSAFA (2 regidors)      |                              |        | 3.316  |       |
| VEGA (3 regidors)         | José Martínez Aloy           | Sí     | PC     | 1.563 |
| VEGA (3 regidors)         | Vicente Coscollá Martí       | Sí     | UR     | 1.362 |
| VEGA (3 regidors)         | José María Marzal Pavía      | Sí     | UR     | 1.233 |
| VEGA (3 regidors)         | Esteban Ballester            | No     | PC     | 1.077 |
| VEGA (3 regidors)         | José Martí Marco             | No     | SOR    | 1.036 |
| VEGA (3 regidors)         | Salvador Alfonso Estellés    | No     | PRDF   | 890   |
| VEGA (3 regidors)         |                              |        | 7.161  |       |
| PORT (2 regidors)         | Pascual Romaní Morales       | Sí     | UR     | 1.342 |
| PORT (2 regidors)         | Ramón Gabarda Garcera        | Sí     | PL-C   | 965   |
| PORT (2 regidors)         | Francisco Cerveró Gurrea     | No     | SOR    | 443   |
| PORT (2 regidors)         |                              |        | 2.750  |       |